# Piste de la Californie
Pour les articles homonymes, voir Californie (homonymie).

Sentiers de la piste de la Californie.

La piste de Californie (California Trail) était au milieu du XIXe siècle une route d'émigration américaine importante allant du Missouri à la Californie. Elle fut utilisée par 250 000 fermiers et chercheurs d'or durant la ruée vers l'or, jusqu'à l'ouverture du premier chemin de fer transcontinental à la fin des années 1860.

## Description
La piste débutait ou finissait en Californie en plusieurs sentiers, selon le sens emprunté. L'un d'eux partait de Fort Sutter, près de Sacramento, un autre depuis French Camp ; le premier sentier suivait la rivière Humboldt jusqu'au Grand Lac Salé dans l'Utah et rejoignait Salt Lake City, alors que le second, plus septentrional, passait par l'État de l'Oregon et rejoignait l'autre sentier plus à l'Est. La route originale regroupait environ 8 000 km de voies, dont 1 600 km sont encore visibles aujourd'hui dans la région désertique du Grand Bassin. Ces portions de la piste sont protégés par le National Park Service sous le nom de California National Historical Trail.

## Historique
En 1821, Louis Pichette fut le premier des coureurs des bois canadien-français à explorer cette partie de la Californie mexicaine. Il ouvrira le chemin de la « Piste de la Californie », qui n'était que l'extrémité occidentale de la future « California trail » qui débutera plus tard depuis Salt Lake City. Vint ensuite Michel Laframboise, né à Montréal en 1797, qui fut le plus actif des trappeurs et négociants canadiens-français.
Surnommé « Capitaine de la piste de la Californie », il fut considéré comme le père de la piste de la Californie.
Il sillonnait chaque année l'Oregon et la Californie avec ses compagnons en quête de peaux de loutres, de castors et d'ours. John Sutter, un homme d'affaires et chercheur d'or suisse installé en Californie, (qui donna son nom au Fort Sutter) se plaignit de l'agissement des trappeurs de Michel Laframboise qui fort d'une centaine de personnes (une soixantaine de trappeurs accompagnés de femmes et enfants) ratissaient la région en quête de castors, loutres et ours.
Cette piste de la Californie finissait à French Camp qui devint un lieu d'échanges avec les amérindiens qui s'y rendaient, notamment lors de la grande foire annuelle, par centaines de personnes pendant parfois une semaine. Jusqu'à la conquête de la Californie mexicaine par les États-Unis en 1845, ce lieu avait une dénomination espagnole : « El Rancho del Campo de Los Franceses ».
Les émigrants américains s'engouffrèrent dans cette piste de la Californie, notamment lors de la ruée vers l'or des années 1848 et 1849.